# Liste der French-Open-Sieger (Juniorinnendoppel)
Diese Liste enthält alle Finalistinnen im Juniorinnendoppel bei den French Open. Das Event wurde 1981 das erste Mal ausgespielt.
| Jahr | Siegerinnen                                 | Finalgegnerinnen                          | Ergebnis         |
| ---- | ------------------------------------------- | ----------------------------------------- | ---------------- |
| 1981 | Sophie Amiach Corinne Vanier                |                                           |                  |
| 1982 | Beth Herr Janet Lagasse                     | Penny Barg Beverly Bowes                  | 6:4, 4:6, 6:4    |
| 1983 | Carin Anderholm Helena Olsson               |                                           |                  |
| 1984 | Digna Ketelaar Simone Schilder              |                                           |                  |
| 1985 | Mariana Pérez Roldán Patricia Tarabini      | Andrea Holíková Radka Zrubáková           | 6:3, 5:7, 6:4    |
| 1986 | Leila Mes’chi Natallja Swerawa              |                                           |                  |
| 1987 | Natalija Medwedjewa Natallja Swerawa        | Michelle Jaggard Nicole Provis            | 6:3, 6:3         |
| 1988 | Alexia Dechaume Emmanuelle Derly            | Julie Halard Maïder Laval                 | 6:4, 3:6, 6:3    |
| 1989 | Nicole Pratt Wang Shi-ting                  | Cathy Caverzasio Silvia Farina Elia       | 7:5, 3:6, 8:6    |
| 1990 | Ruxandra Dragomir Irina Spîrlea             | Tazzjana Ihnazjewa Irina Sukhova          | 6:3, 6:1         |
| 1991 | Eva Bes Inés Gorrochategui                  | Zdeňka Málková Eva Martincová             | 6:1, 6:3         |
| 1992 | Laurence Courtois Nancy Feber               | Lindsay Davenport Chanda Rubin            | 6:1, 5:7, 6:4    |
| 1993 | Laurence Courtois Nancy Feber               | Lara Bitter Maaike Koutstaal              | 3:6, 6:1, 6:3    |
| 1994 | Martina Hingis Henrieta Nagyová             | Lenka Cenková Ludmila Richterová          | 6:3, 6:2         |
| 1995 | Corina Morariu Ludmila Varmužová            | Alice Canepa Giulia Casoni                | 7:6, 7:5         |
| 1996 | Alice Canepa Giulia Casoni                  | Anna Kurnikowa Ludmila Varmužová          | 6:2, 5:7, 7:5    |
| 1997 | Cara Black Irina Seljutina                  | Maja Matevžič Katarina Srebotnik          | 6:0, 5:7, 7:5    |
| 1998 | Kim Clijsters Jelena Dokić                  | Jelena Dementjewa Nadia Petrowa           | 6:4, 7:6         |
| 1999 | Flavia Pennetta Roberta Vinci               | Mia Buric Kim Clijsters                   | 7:5, 5:7, 6:4    |
| 2000 | María José Martínez Anabel Medina Garrigues | Matea Mezak Dinara Safina                 | 6:0, 6:1         |
| 2001 | Petra Cetkovská Renata Voráčová             | Neyssa Etienne Annette Kolb               | 6:3, 3:6, 6:3    |
| 2002 | Anna-Lena Grönefeld Barbora Strýcová        | Hsieh Su-wei Swetlana Kusnezowa           | 7:5, 7:5         |
| 2003 | Marta Fraga Adriana González-Peñas          | Kateřina Böhmová Michaëlla Krajicek       | 6:0, 6:3         |
| 2004 | Kateřina Böhmová Michaëlla Krajicek         | Irina Kotkina Jaroslawa Schwedowa         | 6:3, 6:2         |
| 2005 | Wiktoryja Asaranka Ágnes Szávay             | Raluca Olaru Amina Rakhim                 | 4:6, 6:4, 6:0    |
| 2006 | Sharon Fichman Anastassija Pawljutschenkowa | Agnieszka Radwańska Caroline Wozniacki    | 6:74, 6:2, 6:1   |
| 2007 | Ksenija Mileuskaja Urszula Radwańska        | Sorana Cîrstea Alexa Glatch               | 6:1, 6:4         |
| 2008 | Polona Hercog Jessica Moore                 | Lesley Kerkhove Arantxa Rus               | 5:7, 6:1, 10:7   |
| 2009 | Elena Bogdan Noppawan Lertcheewakarn        | Tímea Babos Heather Watson                | 3:6, 6:3, 10:8   |
| 2010 | Tímea Babos Sloane Stephens                 | Lara Arruabarrena María Teresa Torró Flor | 6:2, 6:3         |
| 2011 | Irina Chromatschowa Maryna Zanevska         | Wiktorija Kan Demi Schuurs                | 6:4, 7:5         |
| 2012 | Daria Gawrilowa Irina Chromatschowa         | Montserrat González Beatriz Haddad Maia   | 4:6, 6:4, 10:8   |
| 2013 | Barbora Krejčíková Kateřina Siniaková       | Doménica González Beatriz Haddad Maia     | 7:5, 6:2         |
| 2014 | Ioana Ducu Ioana Loredana Roșca             | Catherine Bellis Markéta Vondroušová      | 6:1, 5:7, 11:9   |
| 2015 | Miriam Kolodziejová Markéta Vondroušová     | Caroline Dolehide Katerina Stewart        | 6:0, 6:3         |
| 2016 | Paula Arias Manjón Olga Danilović           | Olessja Perwuschina Anastassija Potapowa  | 3:6, 6:3, 10:8   |
| 2017 | Bianca Andreescu Carson Branstine           | Olessja Perwuschina Anastassija Potapowa  | 6:1, 6:3         |
| 2018 | Catherine McNally Iga Świątek               | Yūki Naitō Naho Satō                      | 6:2, 7:5         |
| 2019 | Chloe Beck Emma Navarro                     | Alina Tscharajewa Anastassija Tichonowa   | 6:1, 6:2         |
| 2020 | Eleonora Alvisi Lisa Pigato                 | Marija Bondarenko Diana Schneider         | 7:63, 6:4        |
| 2021 | Alexandra Eala Oxana Selechmetjewa          | Marija Bondarenko Amarissa Tóth           | 6:0, 7:5         |
| 2022 | Sára Bejlek Lucie Havlíčková                | Nikola Bartůňková Céline Naef             | 6:3, 6:3         |
| 2023 | Tyra Caterina Grant Clervie Ngounoue        | Alina Kornejewa Sara Saito                | 6:3, 6:2         |
| 2024 | Renáta Jamrichová Tereza Valentová          | Tyra Caterina Grant Iva Jovic             | 6:4, 6:4         |
| 2025 | Eva Bennemann Sonja Zhenikhova              | Alena Kovačková Jana Kovačková            | 4:6, 6:4, [10:8] |